# Al-Hakam I
Al-Hakam I, Abû al-`Âs al-Hakam ibn Hisham (ur. 770 w Kordobie, zm. 21 maja 822 w Kordobie) – emir Kordoby w latach 796-822

## Życiorys
Był synem Hiszama I, wnukiem Abd ar-Rahmana I.
Al-Hakam I zapisał się w historii swoim postępowaniem, które budziło zgorszenie wśród ortodoksyjnych muzułmanów i islamskich duchownych. Był alkoholikiem rozmiłowanym w winie i zapalonym myśliwym. Na swoim dworze w Kordobie utrzymywał przyboczną, doborową gwardię, która składała się w większości z cudzoziemców nieznających języka arabskiego (głównie Murzynów).
W 805 roku jego przeciwnicy wywołali w stolicy kraju zamieszki, które emir surowo stłumił. Bunty wybuchały jeszcze kilkakrotnie. Największy z nich, zwany Motín del Arrabal (Bunt w Arrabal - od nazwy południowego przedmieścia Kordoby ar-rabad), miał miejsce w 814 roku i zakończył się: licznymi publicznymi ukrzyżowaniami, wygnaniem ludności i zrównaniem z ziemią przez armię władcy znacznej części Kordoby.
W 807 roku z inspiracji emira al-Hakama I w Toledo doszło do wystawnej uczty, podczas której wymordowano zaproszonych gości stanowiących elitę miasta. Zdarzenie to przeszło do historii jako Jornada del Foso (Rzeź niedobitków).
Kolejnym emirem Kordoby został jego syn Abd ar-Rahman II